# Gare de Bersac
Gare de Bersac vasútállomás Franciaországban, Bersac-sur-Rivalier településen.

## Vasútvonalak
Az állomást az alábbi vasútvonalak érintik:
- Orléans–Montauban-vasútvonal
- Mignaloux - Nouaillé-Bersac-vasútvonal

## Kapcsolódó állomások
A vasútállomáshoz az alábbi állomások vannak a legközelebb:
- Gare de Fromental (Gare des Aubrais - Orléans, Orléans–Montauban-vasútvonal)
- Gare de Saint-Sulpice-Laurière (Gare de Montauban-Ville-Bourbon, Orléans–Montauban-vasútvonal)